# Aleksiej Miedwiediew (hokeista)
Aleksiej Anatoljewicz Miedwiediew (ros. Алексей Анатольевич Медведев; ur. 13 stycznia 1982 w Penzie) – rosyjski hokeista, trener.

## Kariera zawodnicza
- Dizel Penza (1998–2000)
- Siewierstal Czerepowiec (2000–2001)
- HK Lipieck (2001–2002)
- Eniergija Kemerowo (2002)
- Gazowik Tiumeń (2002–2003)
- Mietałłurg Nowokuźnieck (2003–2007)
- Saławat Jułajew Ufa (2007–2010)
- OHK Dinamo (2010)
- Sibir Nowosybirsk (2011)
- Mietałłurg Nowokuźnieck (2011–2012)
- Jugra Chanty-Mansyjsk (2012)
- Siewierstal Czerepowiec (2012-2014)

Wychowanek Dizelu Penza. Od 2012 zawodnik Siewierstali Czerepowiec. W kwietniu 2013 przedłużył kontrakt o dwa lata.

## Kariera trenerska
- Dizelist Penza (2017-2018), asystent trenera
- Dizelist Penza (2018-2021), główny trener
- Dizel Penza (2021-2023), główny trener
- Mietałłurg Nowokuźnieck (2023), główny trener

Początkowo pracował z drużyną juniorską Dizelista w lidze NMHL
Od listopada 2021 do wiosny prowadził seniorski Dizel. Od maja do października 2023 był głównym trenerem Mietałłurga Nowokuźnieck. 

## Sukcesy
- Brązowy medal mistrzostw Rosji: 2001 z Siewierstalą Czerepowiec, 2010 z Saławatem Jułajew Ufa
- Puchar Kontynentu: 2010 z Saławatem Jułajew Ufa
- Złoty medal mistrzostw Rosji: 2008 z Saławatem Jułajew Ufa